# スケアウェア
スケアウェア（scareware）とは、ユーザーを脅して恐怖心をあおり、金銭や個人情報を奪うことを目的としたマルウェアである。語源は「怖がらせる」という意味を持つ英語の scare とソフトウェアの合成による。セキュリティソフトを装っているものはローグウェア（rogueware、偽装セキュリティツール）とも呼ばれる。
スケアウェアはコンピュータウイルスやトロイの木馬でユーザーのコンピュータに侵入したり、インターネット広告を通じてインストールされる。そして、正当なソフトウェアのふりをしてセキュリティ上の脅威や違法ポルノが発見されたなどという警告を発し、その解決のためにソフトウェアの代金や個人情報を要求する。しかし、スケアウェアにはそういった機能がわずかしかなかったり、全く備わっていないこともある。また、ランサムウェアの要素を兼ね備え、ユーザーのファイルを勝手に暗号化し、復元の手段としてソフトウェアの購入を迫るものもある。
マカフィーは2010年11月、マルウェアの中でスケアウェアが占める割合は23%に達したと発表し、サイバー犯罪者が年に数億ドルの収入を得ているとしている。被害を防ぐためには、ポップアップ広告をブロックしたり、信頼できないサイトからソフトウェアをダウンロードしないといった対策が必要である。
トレンドマイクロは、2012年ごろから「サポート詐欺」と呼ばれる手口が行われるようになり、2015年には日本でも目立ち始めたという。それはウェブブラウザにセキュリティやシステムトラブルなどといった問題が起きたと表示し、サポート窓口を名乗る電話番号に連絡するように促す。電話をすると有償のサポート契約を結ぶことを強いられ、サポートのためにリモートデスクトップツールをインストールするように指示されるが、実際にサポートは行われないという。